# Гомес, Ибай
Ибай Гомес Перес (исп. Ibai Gómez Pérez; род. 11 ноября 1989, Бильбао, Страна Басков) — испанский футболист, вингер; тренер.

## Карьера
Ибай начинал свою карьеру в «Сантучу» — клубе, выступающем в региональных лигах Страны Басков. После пяти лет, проведённых в системе этого клуба, форвард перебрался в «Сестао», в котором провёл всего один сезон, по итогам которого команда понизилась в классе. Покинув «Сестао», Ибай подписал двухлетний контракт с «Атлетиком» с функцией продления. Форвард дебютировал за «Атлетик» 17 октября 2010 года, заменив Гаиску Токеро в матче с «Сарагосой» (2:1). В сезоне 2012/13 Ибай регулярно появляется в основе «Атлетика», а 17 ноября 2012 года забил свой долгожданный первый гол за клуб, поразив ворота мадридского «Реала».

## Достижения
«Атлетик Бильбао»
- Обладатель Суперкубка Испании: 2021